# Канюк білоокий
Каню́к білоокий (Butastur teesa) — вид яструбоподібних птахів родини яструбових (Accipitridae). Мешкає в Південній Азії.

## Опис

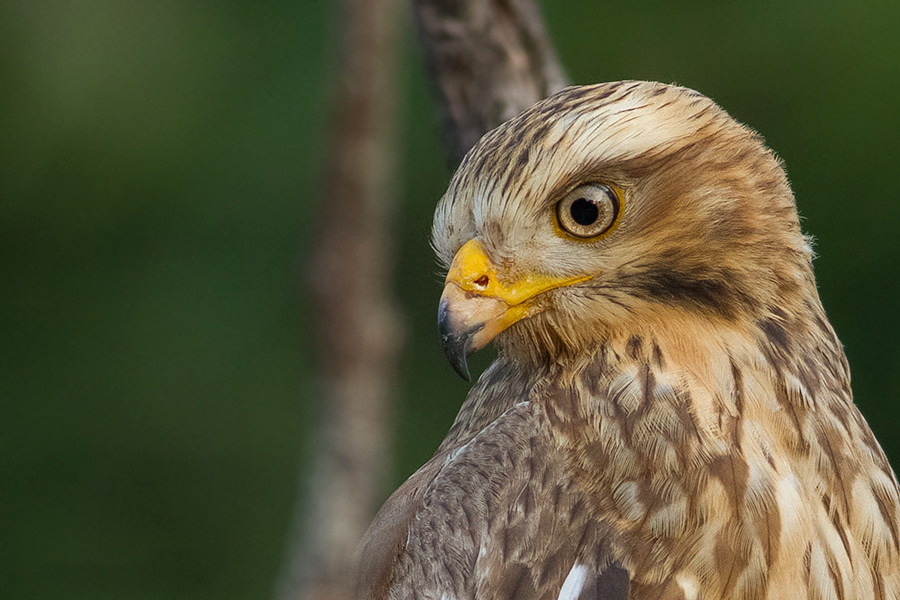
Молодий білоокий канюк

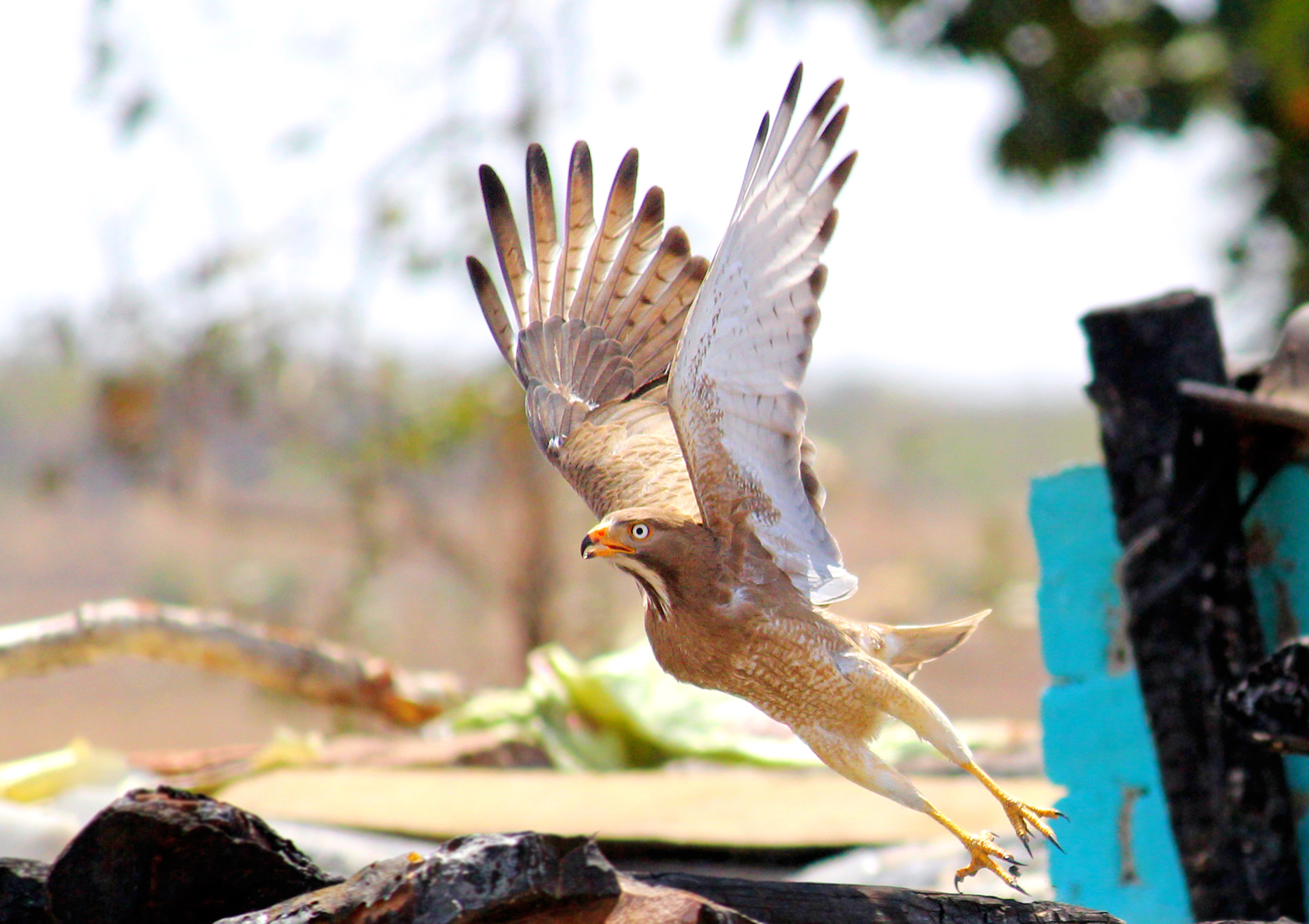
Білоокий канюк

Довжина птаха становить 36-43 см, розмах крил 86-100 см, середня вага 325 г. Самці є дещо більшими за самців (в середньому на 13%). Забарвлення переважно сірувато-коричневе, голова більш темна, на потилиці біла пляма. Крила довгі, вузькі, загострені, на крилах помітні білі плями, нижня сторона крил біла, стернові пера мають чорні кінчики. Хвіст рудий з темною смугою на кінці. Горло біле з широкою темною смугою по центру, нижня частина тіла поцяткована поперечними світлими смугами. Очі характерно жовтувато-білі, лапи і дзьоб жовтувато-оранжеві, дзьоб на кінці чорний.
Пташенята мають рудувато-коричневе забарвлення, а не біле, як пташенята більшості хижих птахів. У молодих птахів голова світліша, охриста, райдужки карі, груди світлі, поцятковані темно-коричневими смужками, плями на горлі відсутні, над очима можуть бути світлі "брови". Вони набувають дорослого забарвлення у віці 2 років.

## Поширення і екологія
Білоокі канюки мешкають на південному заході Ірану, в Пакистані, Індії, південному Непалі, Бангладеш і М'янмі. Іноді вони гніздяться на південному сході Афганістану, а бродячі птахи спостерігалися на сході Аравійського півострова. Білоокі канюки живуть в сухих тропічних лісах і рідколіссях, на полях і пасовищах. В передгір'ях Гімалаїв зустрічаються на висоті до 1200 м над рівнем моря. Живляться сараною, кониками, цвірунами та іншими великими комахами, а також гризунами, амфібіями і плазунами, іноді також птахами (зазвичай хворими або раненими). Птахи можуть ловити крабів на болотах, а іноді вони можуть вполювати більшу здобич, наприклад, індійського зайця.
Сезон розмноження у білооких канюків триває з лютого по травень. Гніздо цих птахів являє собою платформу з гілочок, розміщується на сухому дереві The usual clutch is three eggs, which are white and usually unspotted.. В кладці 3 білих яйця. Інкубаційний період триває 24 дні, насиджують лише самиці. Будують гніздо і доглядають за пташенятами і самиці, і самці.